# Polnischer Fußballpokal 1997/98

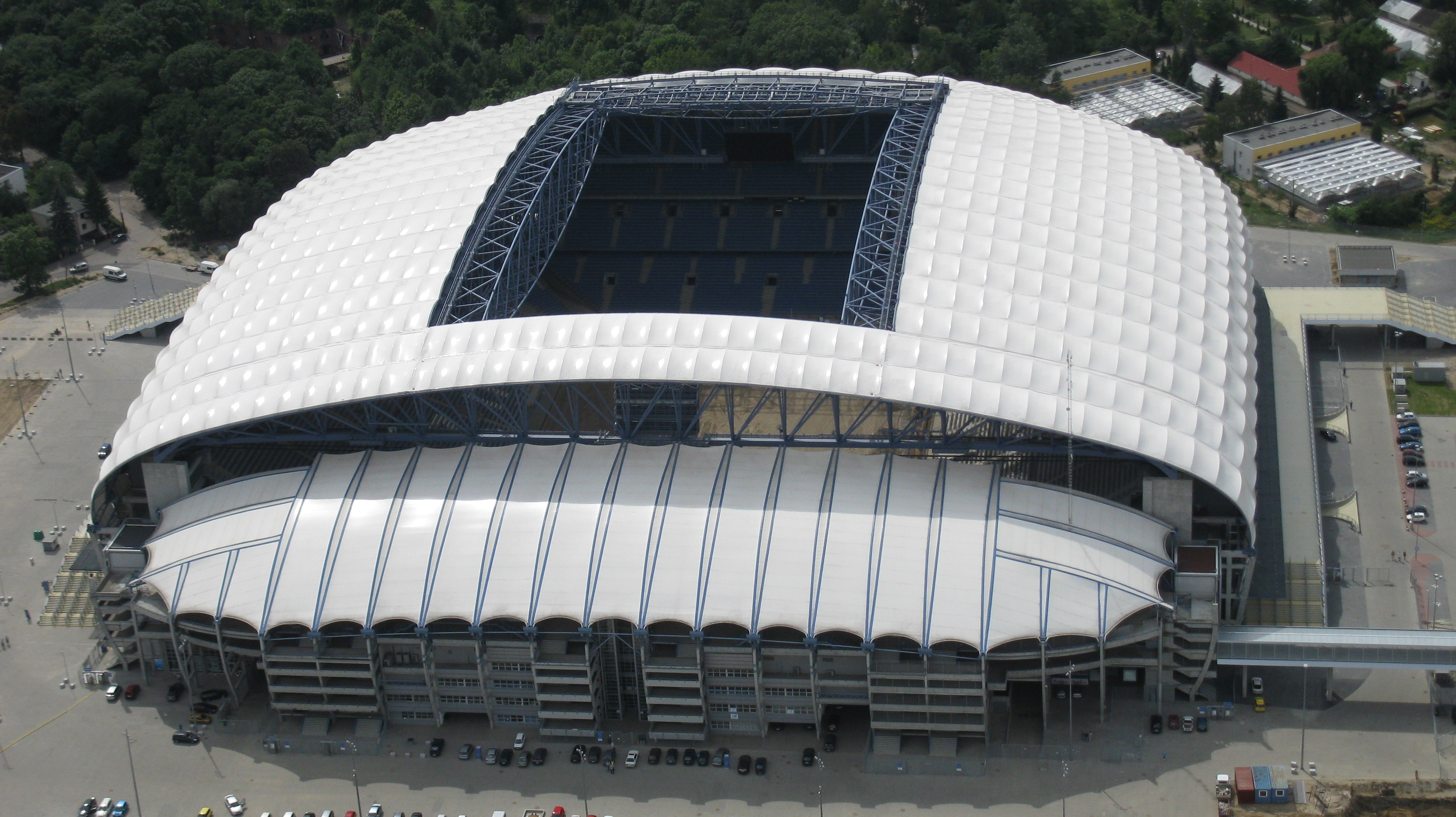
Stadion Miejski in Posen (nach dem Umbau), Austragungsort des polnischen Pokalfinales 1998

Der Puchar Polski 1997/98 war die 44. Ausspielung des polnischen Pokalwettbewerbs. Die erste Runde begann am 26. Juni 1997. Der Wettbewerb wurde mit dem Finale am 13. Juni 1998 in Posen beendet.
Amica Wronki gewann den nationalen Pokal bei seiner ersten Finalteilnahme. Endspielgegner Aluminium Konin stand ebenfalls zum ersten Mal im Finale. Durch den Pokalsieg qualifizierte sich Amica Wronki für die Teilnahme am Europapokal der Pokalsieger. Titelverteidiger Legia Warschau schied im Achtelfinale aus.

## Teilnehmende Mannschaften
An der Hauptrunde nahmen 102 Mannschaften teil.
| 1. Liga 18 Vereine der Saison 1996/97 | 2. Liga 35 Vereine der Saison 1996/97 | 49 regionale Teilnehmer aus den Woiwodschaften | 49 regionale Teilnehmer aus den Woiwodschaften | 49 regionale Teilnehmer aus den Woiwodschaften |
| Widzew Łódź Legia Warschau (TV) Odra Wodzisław GKS Katowice Amica Wronki ŁKS Łódź Zagłębie Lubin Polonia Warschau OKS Stomil Olsztyn Raków Częstochowa Lech Posen Wisła Krakau Górnik Zabrze Ruch Chorzów GKS Bełchatów Hutnik Krakau Śląsk Wrocław Sokół Tychy | Gruppe West Groclin Grodzisk Wielkopolski Pogoń Szczecin Elana Toruń MKS Myszków Polonia Bytom 1 Ruch Radzionków Miedź Legnica Varta Namyslow Aluminium Konin Chemik Police Naprzód Rydułtowy Górnik Wałbrzych Zawisza Bydgoszcz Lechia Zielona Góra Lechia/Polonia Gdańsk Chrobry Głogów GKP Gorzów Wielkopolski Szombierki Bytom 1 Gruppe Ost Petrochemia Płock KSZO Ostrowiec Świętokrzyski Stal Stalowa Wola LKS Ceramika Opoczno Wawel Krakau Okocimski KS Brzesko Unia Tarnów Jeziorak Iława Górnik Łęczna RKS Radomsko KS Cracovia Avia Świdnik Świt Nowy Dwór Mazowiecki Hetman Zamość Siarka Tarnobrzeg Pomezania Malbork Dolcan Ząbki Stal Mielec | - W. Biała Podlaska AZS Podlasie Biała Podlaska - W. Białystok Urzad Celny Białystok - W. Bielsko-Biała Pasjonat Dankowice - W. Bydgoszcz Chemik Bydgoszcz - W. Chełm Granica Dorohusk - W. Ciechanów Wrka Żuromin - W. Częstochowa Raków II Częstochowa - W. Elbląg Zatoka Braniewo - W. Gdańsk Stolem Gniewino - W. Gorzów Czarni Witnica - W. Jelenia Góra KemBud Jelenia Góra - W. Kalisz Marko Walichnowy - W. Katowice Urania Ruda Śląska - W. Kielce Bucovia Bukowa - W. Konin Tur Turek - W. Koszalin Gwardia Koszalin - W. Kraków Kabel Kraków - W. Krosno Stal Sanok - W. Legnica Kuznia Jawor - W. Leszno Kania Gostyń - W. Lublin Lublinianka Lublin - W. Łomża Olimpia Zambrów - W. Łódź Ceramika Bialaczów - W. Nowy Sącz Sandecja Nowy Sącz - W. Olsztyn Stomil II Olsztyn | - W. Opole Odra Opole - W. Ostrołęka Bug Wyszków - W. Piła Amica II Wronki - W. Piotrków Jagiellonia Tuszyn - W. Płock Stoczniowiec Płock - W. Poznań Lech II Posen - W. Przemyśl Polonia Przemyśl - W. Radom Radomiak Radom - W. Rzeszów Stal Rzeszów - W. Siedlce KS Sokołów Podlaski - W. Sieradz Piast Blaszki - W. Skierniewice Pelikan Łowicz - W. Słupsk GKS Kołczygłowy - W. Suwałki Mazur Ełk - W. Szczecin Flota Świnoujście - W. Tarnobrzeg Tłoki Gorzyce - W. Tarnów Wisłoka Dębica - W. Toruń Legia Chełmża - W. Wałbrzych Kryształ Stronie Śląskie - W. Warszawa Gwardia Warschau - W. Włocławek Jagiellonka Włocławek - W. Wrocław Polar Wrocław - W. Zamość Lada Bilgóraj - W. Zielona Góra Pogoń Świebodzin |                                                |

## Vorrunde
Die Vorrunde fand zwischen dem 26. Juni und 19. Juli 1997 mit 18 von 49 Teilnehmern aus den Woiwodschaften statt. Die übrigen Vertreter der Woiwodschaften hatten ein Freilos für die 1. Runde.
| Datum      |                       | Ergebnis |                      |
| ---------- | --------------------- | -------- | -------------------- |
| 26.06.1997 | Wisłoka Dębica        | 1:0      | Tłoki Gorzyce        |
| 26.06.1997 | Sandecja Nowy Sącz    | 1:0      | Stal Sanok           |
| 28.06.1997 | Bucovia Bukowa        | 2:0      | Jagiellonia Tuszyn   |
| 30.06.1997 | Granica Dorohusk      | 2:1      | Lada Bilgóraj        |
| 02.07.1997 | Wrka Żuromin          | 3:1      | Stomil II Olsztyn    |
| 07.07.1997 | Urzad Celny Białystok | 5:3      | Mazur Ełk            |
| 10.07.1997 | Radomiak Radom        | 1:0      | Lublinianka Lublin   |
| 12.07.1997 | Ceramika Bialaczów    | 1:0      | Raków II Częstochowa |
| 19.07.1997 | Bug Wyszków           | 1:0      | Olimpia Zambrów      |

## 1. Runde
Die 1. Runde fand zwischen dem 30. Juli und 3. August 1997 statt.
| Datum      |                          | Ergebnis              |                             |
| ---------- | ------------------------ | --------------------- | --------------------------- |
| XX.XX.1997 | Unia Ruda Śląska         | 1:4                   | Odra Opole                  |
| XX.XX.1997 | Kryształ Stronie Śląskie | 2:3 n. V.             | KemBud Jelenia Góra         |
| XX.XX.1997 | Stolem Gniewino          | 3:4                   | Gwardia Koszalin            |
| XX.XX.1997 | GKS Kołczygłowy          | 0:7                   | Chemik Bydgoszcz            |
| XX.XX.1997 | Wrka Żuromin             | 1:2                   | Zatoka Braniewo             |
| XX.XX.1997 | Kania Gostyń             | 0:5                   | Pogoń Świebodzin            |
| XX.XX.1997 | Legia Chełmża            | 1:0                   | Jagiellonka Włocławek       |
| XX.XX.1997 | Wisłoka Dębica           | 2:0                   | Stal Rzeszów                |
| XX.XX.1997 | KS Sokołów Podlaski      | 3:1                   | Gwardia Warschau            |
| XX.XX.1997 | Urzad Celny Białystok    | 2:0                   | Bug Wyszków                 |
| XX.XX.1997 | Kuznia Jawor             | 1:6                   | Polar Wrocław               |
| XX.XX.1997 | Amica II Wronki          | 3:0                   | Lech II Posen               |
| XX.XX.1997 | Czarni Witnica           | 1:2                   | Flota Świnoujście           |
| XX.XX.1997 | Granica Dorohusk         | 1:3                   | AZS Podlasie Biała Podlaska |
| XX.XX.1997 | Sandecja Nowy Sącz       | 1:2                   | Polonia Przemyśl            |
| XX.XX.1997 | Stoczniowiec Płock       | 0:3                   | Bucovia Bukowa              |
| XX.XX.1997 | Pasjonat Dankowice       | 2:2 n. V. (4:3 i. E.) | Kabel Kraków                |
| XX.XX.1997 | Radomiak Radom           | 3:4                   | Pelikan Łowicz              |
| XX.XX.1997 | Piast Blaszki            | 1:2                   | Ceramika Bialaczów          |
| XX.XX.1997 | Tur Turek                | 0:4                   | Marko Walichnowy            |

## 2. Runde
Die Spiele der 2. Runde wurden am 12. und 13. August 1997 ausgetragen. Es nahmen die Gewinner der 1. Runde sowie die Mannschaften der 2. Liga der Saison 1996/97 teil.
| Datum      |                             | Ergebnis  |                               |
| ---------- | --------------------------- | --------- | ----------------------------- |
| 1X.08.1997 | Flota Świnoujście           | 2:1       | Lechia Zielona Góra           |
| 1X.08.1997 | Gwardia Koszalin            | 0:1       | Pogoń Szczecin                |
| 1X.08.1997 | Zatoka Braniewo             | 3:0       | Elana Toruń                   |
| 1X.08.1997 | Chemik Bydgoszcz            | 0:3       | Aluminium Konin               |
| 1X.08.1997 | Urzad Celny Białystok       | 3:4       | Górnik Łęczna                 |
| 1X.08.1997 | KS Sokołów Podlaski         | 1:5       | Avia Świdnik                  |
| 1X.08.1997 | AZS Podlasie Biała Podlaska | 2:0       | Hetman Zamość                 |
| 1X.08.1997 | Pelikan Łowicz              | 0:6       | Petrochemia Płock             |
| 1X.08.1997 | Amica II Wronki             | 0:1       | Chemik Police                 |
| 1X.08.1997 | Pogoń Świebodzin            | 5:3 n. V. | Varta Namyslow                |
| 1X.08.1997 | Legia Chełmża               | 2:0       | Świt Nowy Dwór Mazowiecki     |
| 1X.08.1997 | Bucovia Bukowa              | 3:0       | Wawel Krakau                  |
| 1X.08.1997 | Marko Walichnowy            | 2:4       | Groclin Grodzisk Wielkopolski |
| 1X.08.1997 | Ceramika Bialaczów          | 0:8       | KSZO Ostrowiec Świętokrzyski  |
| 1X.08.1997 | Polar Wrocław               | 3:1       | Polonia/Szombierki Bytom      |
| 1X.08.1997 | KemBud Jelenia Góra         | 2:1       | Naprzód Rydułtowy             |
| 1X.08.1997 | Odra Opole                  | 3:1       | LKS Ceramika Opoczno          |
| 1X.08.1997 | Polonia Przemysl            | 1:2 n. V. | Unia Tarnów                   |
| 1X.08.1997 | Wisłoka Dębica              | 0:2       | Stal Stalowa Wola             |
| 1X.08.1997 | Pasjonat Dankowice          | 0:4       | Ruch Radzionków               |
| 1X.08.1997 | Lechia Gdańsk               | 1:3       | Jeziorak Iława                |
| 1X.08.1997 | Chrobry Głogów              | 1:3       | MKS Myszków                   |
| 1X.08.1997 | GKP Gorzów Wielkopolski     | 1:0       | Miedź Legnica                 |
| 1X.08.1997 | Polonia/Szombierki II Bytom | 1:0       | Górnik Wałbrzych              |
| 1X.08.1997 | Siarka Tarnobrzeg           | 1:0       | Cracovia                      |
| 1X.08.1997 | Pomezania Malbork           | 0:2       | Zawisza Bydgoszcz             |
| 1X.08.1997 | Dolcan Ząbki                | 0:1       | RKS Radomsko                  |
| 1X.08.1997 | Stal Mielec                 | 10:3 1    | Okocimski KS Brzesko          |

## 3. Runde
Die 3. Runde fand am 27. August 1997 mit den Gewinnern der 2. Runde statt.
| Datum      |                             | Ergebnis |                               |
| ---------- | --------------------------- | -------- | ----------------------------- |
| 27.08.1997 | GKP Gorzów Wielkopolski     | 1:4      | Pogoń Szczecin                |
| 27.08.1997 | Chemik Police               | 2:4      | Groclin Grodzisk Wielkopolski |
| 27.08.1997 | Flota Świnoujście           | 1:4      | Aluminium Konin               |
| 27.08.1997 | Zatoka Braniewo             | 1:7      | Zawisza Bydgoszcz             |
| 27.08.1997 | Legia Chełmża               | 0:1      | Jeziorak Iława                |
| 27.08.1997 | MKS Myszków                 | 0:4      | Petrochemia Płock             |
| 27.08.1997 | Pogoń Świebodzin            | 1:0      | KemBud Jelenia Góra           |
| 27.08.1997 | Polar Wrocław               | 1:0      | Odra Opole                    |
| 27.08.1997 | Polonia/Szombierki II Bytom | 2:1      | Okocimski KS Brzesko          |
| 27.08.1997 | Ruch Radzionków             | 1:0      | RKS Radomsko                  |
| 27.08.1997 | Bucovia Bukowa              | 1:0      | Unia Tarnów                   |
| 27.08.1997 | Avia Świdnik                | 1:2      | KSZO Ostrowiec Świętokrzyski  |
| 27.08.1997 | AZS Podlasie Biała Podlaska | 1:2      | Stal Stalowa Wola             |
| 27.08.1997 | Siarka Tarnobrzeg           | 0:1      | Górnik Łęczna                 |

## 4. Runde
Die 4. Runde fand am 9. und 10. Oktober 1997 mit den Gewinnern der 3. Runde statt. Hinzu kamen die 18 Mannschaften der 1. Liga.
| Datum      |                             | Ergebnis  |                               |
| ---------- | --------------------------- | --------- | ----------------------------- |
| 09.10.1997 | Pogoń Świebodzin            | 1:3 n. V. | Amica Wronki                  |
| 09.10.1997 | GKS Bełchatów               | 2:1       | Raków Częstochowa             |
| 09.10.1997 | OKS Stomil Olsztyn          | 3:1       | Groclin Grodzisk Wielkopolski |
| 09.10.1997 | Śląsk Wrocław               | 0:1       | Górnik Zabrze                 |
| 10.10.1997 | Bucovia Bukowa              | 0:3       | Legia Warschau                |
| 10.10.1997 | Polar Wrocław               | 1:0       | Widzew Łódź                   |
| 10.10.1997 | Polonia/Szombierki II Bytom | 0:2       | GKS Katowice                  |
| 10.10.1997 | Górnik Łęczna               | 1:0       | ŁKS Łódź                      |
| 10.10.1997 | Jeziorak Iława              | 1:2       | Lech Posen                    |
| 10.10.1997 | Ruch Radzionków             | 1:0 n. V. | KSZO Ostrowiec Świętokrzyski  |
| 10.10.1997 | Hutnik Krakau               | 1:4       | Odra Wodzisław                |
| 10.10.1997 | Zawisza Bydgoszcz           | 0:2       | Pogoń Szczecin                |
| 10.10.1997 | Aluminium Konin             | 2:0       | Wisła Krakau                  |
| 10.10.1997 | Stal Stalowa Wola           | 1:2       | Polonia Warschau              |
| 10.10.1997 | Zagłębie Lubin              | 2:3       | Petrochemia Płock             |
|            | Ruch Chorzów                |           | Freilos 1                     |

## 5. Runde
Die 5. Runde fand am 12. November 1997 mit den Gewinnern der 4. Runde statt.
| Datum      |                 | Ergebnis              |                    |
| ---------- | --------------- | --------------------- | ------------------ |
| 12.11.1997 | Górnik Łęczna   | 2:2 n. V. (2:4 i. E.) | Lech Posen         |
| 12.11.1997 | Ruch Radzionków | 2:1                   | Ruch Chorzów       |
| 12.11.1997 | Polar Wrocław   | 1:2                   | Polonia Warschau   |
| 12.11.1997 | Górnik Zabrze   | 2:1                   | OKS Stomil Olsztyn |
| 12.11.1997 | GKS Katowice    | 2:1                   | Petrochemia Płock  |
| 12.11.1997 | Aluminium Konin | 2:1                   | Odra Wodzisław     |
| 12.11.1997 | GKS Bełchatów   | 3:1                   | Pogoń Szczecin     |
| 12.11.1997 | Amica Wronki    | 3:0                   | Legia Warschau     |

## Viertelfinale
Die Viertelfinalspiele fanden am 15. April 1998 statt.
| Datum      |                  | Ergebnis              |                 |
| ---------- | ---------------- | --------------------- | --------------- |
| 15.04.1998 | Aluminium Konin  | 1:0                   | GKS Katowice    |
| 15.04.1998 | GKS Bełchatów    | 1:2 n. V.             | Amica Wronki    |
| 15.04.1998 | Górnik Zabrze    | 1:1 n. V. (7:6 i. E.) | Ruch Radzionków |
| 15.04.1998 | Polonia Warschau | 1:0                   | Lech Posen      |

## Halbfinale
Die Halbfinalspiele fanden am 13. Mai 1998 statt.
| Datum      |                 | Ergebnis              |                  |
| ---------- | --------------- | --------------------- | ---------------- |
| 13.05.1998 | Aluminium Konin | 0:0 n. V. (7:6 i. E.) | Polonia Warschau |
| 13.05.1998 | Amica Wronki    | 3:1 n. V.             | Górnik Zabrze    |

## Finale
| Amica Wronki                             | Amica Wronki | Aluminium Konin | Aluminium Konin |
| ---------------------------------------- | --- | --- | --------------- |
| Amica Wronki                             | \| 13. Juni 1998 in Posen (Stadion Miejski) \| \| Ergebnis: 5:3 n. V. (3:3, 2:2) \| \| Schiedsrichter: Marek Kowalczyk (Lublin) \| | \| 13. Juni 1998 in Posen (Stadion Miejski) \| \| Ergebnis: 5:3 n. V. (3:3, 2:2) \| \| Schiedsrichter: Marek Kowalczyk (Lublin) \| | Aluminium Konin |
| Amica Wronki                             | Jarosław Stróżyński – Marek Bajor (103. Ireneusz Kościelniak), Zbigniew Małachowski, Mirosław Siara, Andrzej Przerada – Grzegorz Motyka (76. Sławomir Maciuszek), Tomasz Sokołowski II, Dariusz Jackiewicz, Radosław Biliński – Remigiusz Sobociński (55. Grzegorz Król), Paweł Kryszałowicz Cheftrainer: Wojciech Wąsikiewicz | Adam Piekutowski – Jacek Pieniążek, Artur Gajewski (102. Artur Majewski), Robert Kolasa, Damian Augustyniak – Dariusz Wojciechowski (88. Grzegorz Kolisz), Piotr Czachowski, Tomasz Oleszek (84. Robert Górski), Kościelniak, Andrzej Jaskot – Artur Bugaj Cheftrainer: Jerzy Kasalik | Aluminium Konin |
| Amica Wronki                             | 1:2 Andrzej Przerada (35.) 2:2 Paweł Kryszałowicz (44., Strafstoß) 3:3 Dariusz Jackiewicz (88.) 4:3 Tomasz Sokołowski II (98.) 5:3 Grzegorz Król (118.) | 0:1 Dariusz Wojciechowski (17.) 0:2 Piotr Czachowski (33.) 2:3 Artur Bugaj (75.) | Aluminium Konin |
| Amica Wronki                             | Marek Bajor | Artur Gajewski, Robert Kolasa, Damian Augustyniak, Tomasz Oleszek, Andrzej Jaskot, Artur Bugaj | Aluminium Konin |
| Amica Wronki                             | Andrzej Jaskot | | Aluminium Konin |
| 13. Juni 1998 in Posen (Stadion Miejski) | | |                 |
| Ergebnis: 5:3 n. V. (3:3, 2:2)           | | |                 |
| Schiedsrichter: Marek Kowalczyk (Lublin) | | |                 |